# Bellcaire d'Empordà
Bellcaire d'Empordà est une commune de la province de Gérone, en Catalogne, en Espagne, de la comarque de Baix Empordà

## Lieux et monuments

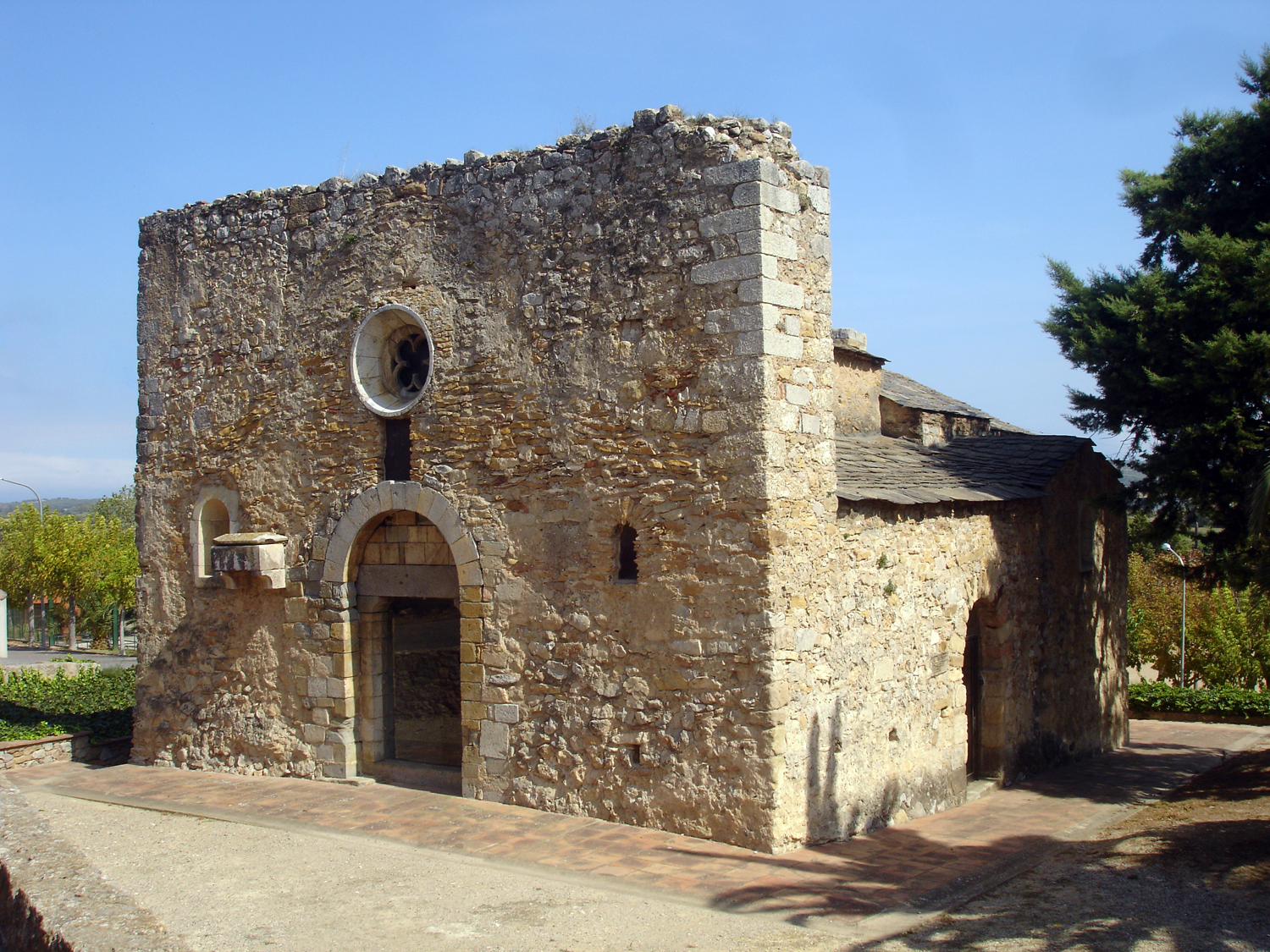
Église saint Jean, XIe siècle.

## Personnalités
- Tito Vilanova, ancien entraîneur du FC Barcelone, est né à Bellcaire.